# Lilium ciliatum
Espèce
Statut de conservation UICN

 EN B1ab(ii,iii,v)+2ab(ii,iii,v); C2a(i) : En danger
Classification phylogénétique
Lilium ciliatum est une espèce de plante de la famille des Liliacées et du genre des lys.

## Répartition et habitat
Cette espèce est endémique au nord-est de l'Anatolie en Turquie. Elle pousse à la lisière des forêts, dans les clairières et dans les prairies. On la trouve entre 1 500 et 2 400 m d'altitude.